# Carlia tutela
Carlia tutela är en ödleart som beskrevs av  George R. Zug 2004. Carlia tutela ingår i släktet Carlia och familjen skinkar. Inga underarter finns listade.